# Ragnar Nikolay Larsen
Ragnar Nikolay Larsen (ur. 7 stycznia 1925 w Oslo, zm. 14 stycznia 1982 tamże) – norweski piłkarz występujący na pozycji pomocnika. Trener piłkarski.

## Kariera klubowa
W swojej karierze Larsen reprezentował barwy zespołów Sandaker SFK, S.S. Lazio, Genoa CFC oraz FC Lugano.

## Kariera reprezentacyjna
W reprezentacji Norwegii Larsen zadebiutował 5 września 1948 w wygranym 2:0 meczu Mistrzostw Nordyckich z Finlandią. 9 czerwca 1960 w wygranym 4:0 towarzyskim pojedynku z Islandią strzelił pierwszego gola w kadrze. W latach 1948–1962 w drużynie narodowej rozegrał 11 spotkań i zdobył 2 bramki.

## Kariera trenerska
Jako trener Larsen zadebiutował w szwajcarskim FC Lugano, gdzie równocześnie był piłkarzem. Następnie był tymczasowym selekcjonerem reprezentacji Norwegii. Poprowadził ją jeden raz, 2 listopada 1958, w przegranym 1:4 towarzyskim pojedynku z NRD.
W 1962 roku trenował Lillestrøm SK. W tym samym roku ponownie został też selekcjonerem reprezentacji Norwegii. Tym razem prowadził ją do 1966 roku. Przez ten czas pod jego wodzą rozegrała 33 spotkania. Ostatnim klubem Larsena w karierze trenerskiej był Strømsgodset IF.